# باريش إيسن
باريش إيسن Barış Esen (ولد في 3 نوفمبر 1986) لاعب شطرنج تركي يحمل لقب أستاذ كبير.

## تصنيف
- وفق تصنيفات الاتحاد الدولي للشطرنج بلغ تصنيفه في يوليو 2013 رقم 369 عالمياً ورقم 5 في تركيا.
- بلغ تصنيف إيلو 2487 نقطة في يناير 2018.

## ألقاب
- فاز بلقب أستاذ دولي عام 2005، وأستاذ كبير عام 2010.

## إنجازات
- فاز بالمركز الثاني في دورة تيسالونيكي المفتوحة عام 2009، والأول في دورة أنغورا في تركيا 2009، والثاني في دورة تسالونيكي المفتوحة عام 2010.

## روابط خارجية
- باريش إيسن على موقع الاتحاد الدولي للشطرنج (الإنجليزية)
- باريش إيسن على موقع مباريات الشطرنج (الإنجليزية)
- باريش إيسن على موقع 365Chess.com (الإنجليزية)
- باريش إيسن على موقع Chesstempo.com (الإنجليزية)
- باريش إيسن سجل أولمبياد الشطرنج على موقع OlimpBase.org (الإنجليزية)